# Triterpen
Triterpeni su klasa hemijskih jedinjenja koja se sastoje od tri terpenske jedinice sa molekularnom formulom C30H48. Smatra se da se oni sastoje od šest izoprenskih jedinica. Životinje, biljke i gljive formiraju triterpene, pri čemu je najvažniji primer skvalen, jer formira osnovu skoro svih steroida.

## Triterpenske strukture
Triterpeni se javljaju kao ogromno mnoštvo raznovrsnih struktura, sa skoro 200 različitih osnova koje su poznate iz prirodnih izvora ili enzimatskih reakcija. Oni se mogu podeliti po broju prstenova; mada su pentaciklične strukture (5 prstena) dominantne.
| Broj prstenova | Primeri         |
| -------------- | --------------- |
| 0              | Skvalen         |
| 1              |                 |
| 2              | Polipodatetraen |
| 3              | Malabarikan     |
| 4              | Lanostan        |
| 5              | Hopan           |
| 6              | Oleanan         |

## Triterpenoid
Po definiciji triterpeni su ugljovodonici i ne poseduju heteroatome. Funkcionalizovani triterpeni se nazivaju triterpenoidi, mada naučna literatura strogo ne sledi tu distinkiciju, i ta dva termina se često koriste kao sinonimi. Triterpenoidi poseduju bogatu hemiju i farmakologiju (npr. holesterol) sa nekoliko pentacikličnih motiva; specifično lupan, oleanan i ursan su značajni u polju antikancernih agenasa.

### Steroidi
Steroidi sadrže kukurbitansku osnovu, mada u se praksi oni biosintetišu iz bilo lanosterola (životinje i gljive) ili cikloartenola (biljke) putem ciklizacije skvalena. Steroidi imaju dve glavne biološke funkcije, oni su bilo ključne komponente ćelijskih membrana ili signalni molekuli koji aktiviraju steroidne hormonske receptore. Važne potklase su steroli i kukurbitacini.

### Triterpenoidni saponini
Triterpenoidni saponini su triterpeni koji pripadaju saponinskoj grupi jedinjenja, te su triterpenoidni glikozidi. Njih proizvode biljke svojim samoodbrambenim mehanizmom. Važne potklase su ginsenozidi, eleuterozidi.